# Hildo Kropplein
Het Hildo Kropplein is een plein in Amsterdam-Oost, Oostelijk Havengebied.
Het plein ontstond bij de herontwikkeling van het Cruquiuseiland van havengebied richting woonwijk. Een groot deel van de bedrijfsgebouwen verdween om plaats te maken voor woningen en winkels. Het plein kwam te liggen tussen de Cruquiusweg en de H.A.J. Baanderskade (langs de Nieuwe Vaart in wat officieel de Architectenbuurt heet). Ontwikkeling van het plein, een dwarse groenstrook op het schiereiland, vond plaats aan het eind van de jaren tachtig van de 20e eeuw. Het plein en de groenstrook worden doorsneden door de J.M. Van der Meylaan, die ter plaatste een korte middenberm heeft. Op 20 april 1988 vernoemde stadsdeel Zeeburg het plein naar beeldhouwer Hildo Krop, de laan naar  Jo van der Mey, de kade naar Herman Ambrosius Jan Baanders, beiden architect.
De oostelijke en gevelwanden van het plein werden volgebouwd met woningen, onder andere  ontworpen door Lucien Lafour en Frans van Dillen. De huizen hebben zachte vormen en tinten. Destijds werden ze door Het Parool lichtvoetig, eenvoudig en speels genoemd, on-hollands. Nadruk werd gelegd op de roze woningen met blauwe balkons.  Huisnummers lopen daarbij op van 3 tot en met 120, al ontbreken hier en daar wat huisnummers.
Op het plein staan twee kunstwerk:
- Corned beef van Carolien Feldbrugge uit 1988
- een titelloos werk, een constructie met vijver van Per Kirkeby uit 1990

Amsterdam kent ook een Hildo Kropbrug; deze is gelegen in Amsterdam-Zuid.

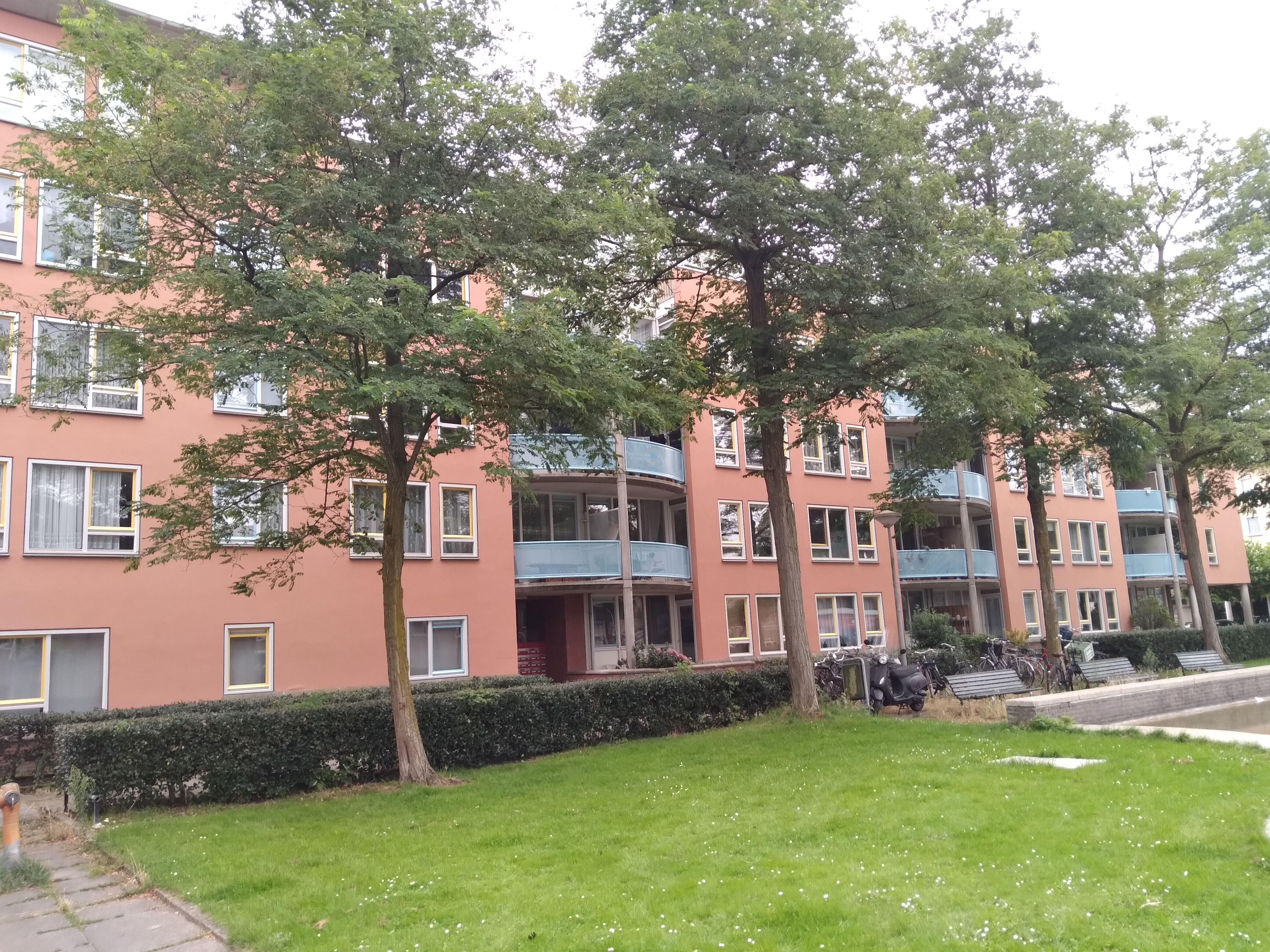
Roze-blauwe bebouwing aan de oostzijde van het plein (augustus 2021)

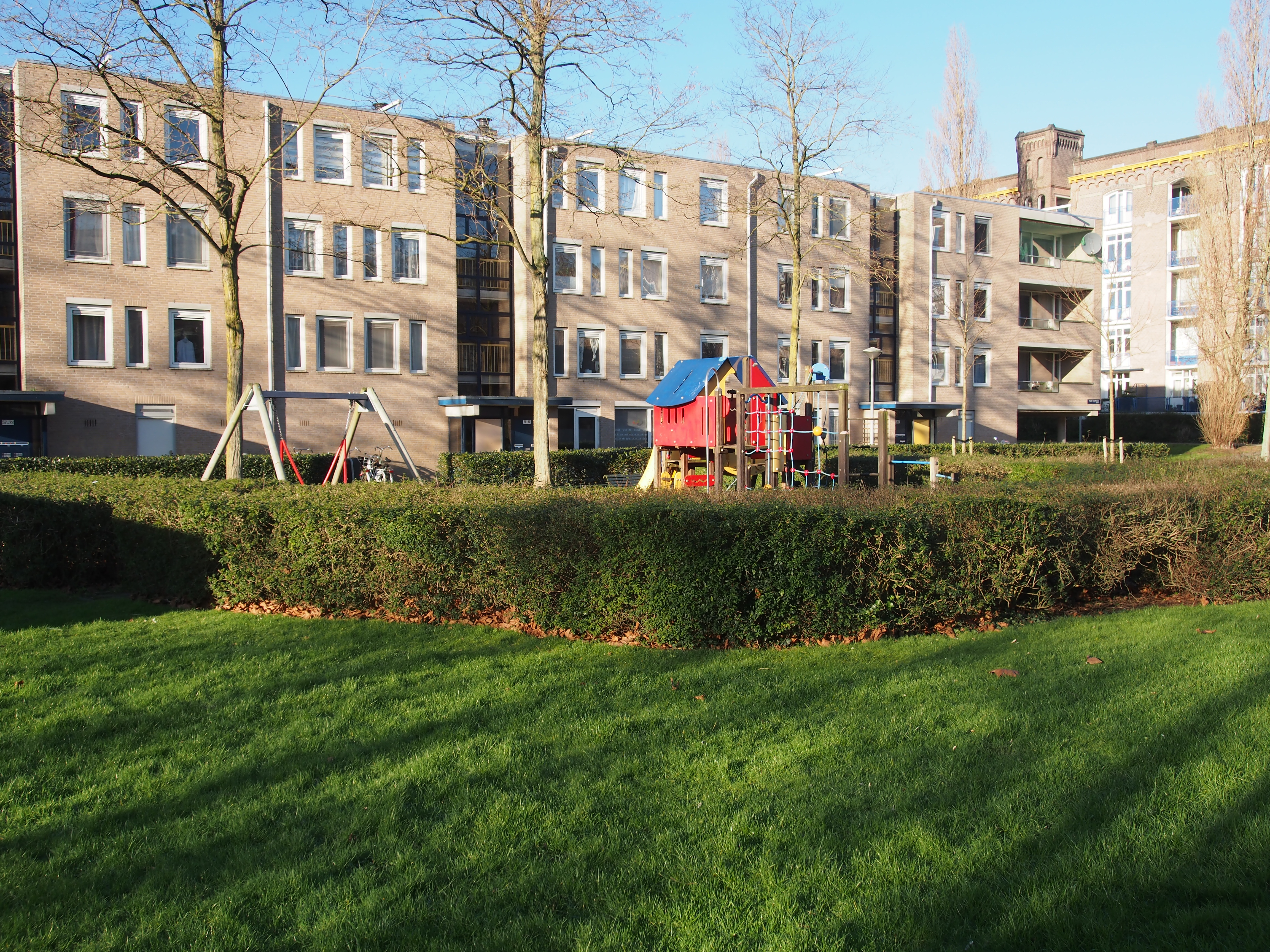
Westelijke gevelwand (januari 2018)